# Smithers (British Columbia)
Smithers ist eine kanadische Stadt im Tal des Bulkley Rivers im nördlichen Teil der Provinz British Columbia auf halber Strecke zwischen Prince Rupert und Prince George.

## Geschichte
Die Stadt wurde 1913 als regionales Hauptquartier der Grand Trunk Pacific Railway gegründet. Die Gemeinde erhielt ihren Namen nach dem Direktor dieser Gesellschaft Sir Alfred Smithers. 1921 wurde Smithers die erste eingetragene Gemeinde in British Columbia. Die Entwicklung lokaler Mineralvorkommen und die Landwirtschaft sorgten für ein konstantes Wirtschaftswachstum.
Das Rathaus befindet sich in 1027 Aldous Street. Das neue Gebäude wurde 2004 fertiggestellt. Bürgermeister ist seit 2011 Taylor Bachrach.
Die Zuerkennung der kommunalen Selbstverwaltung für die Gemeinde erfolgte am 1. Oktober 1921 (incorporated als Village Municipality). Der Status der Gemeinde änderte sich im Laufe der Zeit mehrmals und seit dem 27. Juni 1967 hat Smithers den Status einer Kleinstadt (Town).

## Demographie
Der Zensus im Jahr 2011 ergab für die Gemeinde eine Bevölkerungszahl von 5.404 Einwohnern. Die Bevölkerung hatte dabei im Vergleich zum letzten Zensus im Jahr 2006 um 3,6 % zugenommen, während die Bevölkerung in der Provinz British Columbia gleichzeitig um 7,0 % anwuchs.

## Wirtschaft
Die wichtigsten Wirtschaftszweige sind Forstbetriebe, Landwirtschaft, Tourismus und Bergbau. Von hier aus werden die meisten Outfitter, Wildnislodges, Wildnistouroperater und Goldminen, die in der weiten Natur verstreut sind, versorgt.
Das Durchschnittseinkommen der Beschäftigten aus Smithers lag im Jahr 2006 bei 25.884 C $, während es in der Provinz British Columbia 24.867 C $ betrug.

## Verkehr
Der Highway 16, auch unter dem Namen Yellowhead Highway bekannt, verbindet Smithers mit Prince Rupert und Prince George. Die Stadt ist an die Canadian National Railway angeschlossen und besitzt mit dem Flughafen Smithers einen eigenen Flughafen.
Zusätzlich ist die Gemeinde an ein überregionales Netz von Busverbindungen angeschlossen, welches von BC Bus North betrieben wird. Die Gemeinde ist in diesem Netz mit einer Haltestelle an der Verbindung Prince Rupert–Smithers–Prince George angebunden. Mit Stand 2020 sind in diesem Netz insgesamt 34 Gemeinden und Siedlungen im zentralen und nördlichen British Columbia verbunden.
Der öffentliche Personennahverkehr wird örtlich/regional durch das „Bulkley Nechako Regional Transit System“ angeboten, welches von BC Transit in Kooperation betrieben wird. Das System beinhaltet auch Verbindungen zwischen Prince George, Burns Lake und Smithers, mit Haltestellen in den Gemeinden zwischen diesen Orten. Weiterhin ist Smithers an das „Hazeltons Transit System“, mit einer Verbindung nach Hazelton.

## Söhne und Töchter der Stadt
- Joe Watson (* 1943), Eishockeyspieler
- Jimmy Watson (* 1952), Eishockeyspieler
- Cameron Johnston (* 1970), australischer Ringer[8]
- Gina Holden (* 1975), Schauspielerin
- Dan Hamhuis (* 1982), Eishockeyspieler
- Alicia Kaye (* 1983), Triathletin
- Antje von Seydlitz-Kurzbach (* 1990), Ruderin[9]

## Klima
- Sommer: Durchschnittstemperatur 21 °C
- Winter: Durchschnittstemperatur −5 °C
- Durchschnittlicher Regenfall: Januar 58 mm und Juli 46 mm
- Durchschnittlicher Schneefall: Zwischen Dezember und April 106 cm